# Working the Engels
Working the Engels est une série télévisée canadienne en douze épisodes de 23 minutes créée par Katie et Jane Ford, diffusée entre le 12 mars et le 29 mai 2014 sur le réseau Global, et aux États-Unis, seulement cinq épisodes ont été diffusés entre le 10 juillet et le 7 août 2014 sur le réseau NBC.
Cette série est inédite dans tous les pays francophones.

## Distribution

### Acteurs principaux
- Andrea Martin : Celia Engel
- Kacey Rohl : Jenna Engel
- Benjamin Arthur : Jimmy Engel
- Azura Skye : Sandy Engel

### Acteurs récurrents et invités
- Colin Mochrie : Miles
- Wendy Crewson : Margueritte Guernsey
- Jennifer Irwin (en) : Charisse Dunne
- Martin Short : Chuck Pastry
- Eugene Levy : Arthur Horowitz
- Sarah Lévy : Irene Horowitz
- Gregory Smith : Johnny
- Victor Garber : Dr Colin Shandy
- Scott Thompson : Harry Le Maire

## Fiche technique
- Scripteur du pilote : Katie Ford et Jane Ford
- Réalisateurs : Jason Priestley (4 épisodes)
- Producteurs exécutifs : Katie Ford, Jane Ford, Howard Busgang, Tom Nursall, et Noreen Halpern
- Société de production : Halfire-CORE Entertainment et Shaw Media

## Production
La série a été commandée le 5 juin 2013 lors du dévoilement de la programmation 2013-2014 du réseau Global.
Les rôles ont été attribués dans cet ordre : Andrea Martin, Kacey Rohl, Benjamin Arthur et Azura Skye, Colin Mochrie, Wendy Crewson et Jennifer Irwin. En décembre 2013, Martin Short et Eugene Levy ont été annoncés pour figurer dans la série.
Le 20 août 2014, NBC annule la série après cinq épisodes.

## Épisodes
1. Pilot
2. Maid Amends
3. Jenna's Friend
4. Picture Night
5. Meet Irene Horowitz
6. Jenna's Presentation
7. The Crazy Family
8. Jenna vs. the Momfia
9. The Book Club
10. Jenna vs. Big Pastry
11. Jenna vs. Big Pastry Part 2
12. Family Therapy